# Emanuel Lebrecht (Anhalt-Köthen)

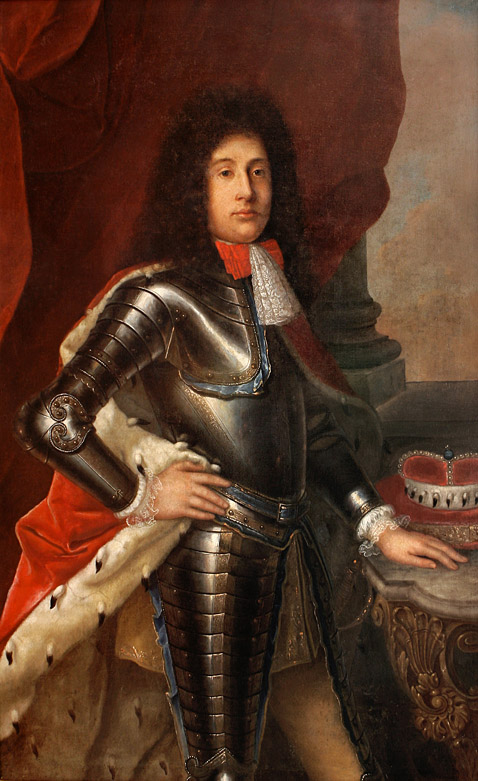
Fürst Emanuel Lebrecht von Anhalt-Köthen

Fürst Emanuel Lebrecht von Anhalt-Köthen (* 20. Mai 1671 in Köthen; † 30. Mai 1704 ebenda) war ein regierender deutscher Landesfürst aus dem Geschlecht der Askanier.

## Leben

Wappen des Fürstentums Anhalt-Köthen im 18. Jh.

Emanuel Lebrecht war der einzige, posthum geborene, Sohn von Fürst Emanuel von Anhalt-Köthen (1631–1670) und der Gräfin Anna Eleonore zu Stolberg-Wernigerode (1651–1690). Die Ehe der Eltern war am 23. März 1670 geschlossen worden, doch bereits am 8. November 1670 verstarb der Fürst im Alter von 39 Jahren und hinterließ eine Witwe, die sein Kind erwartete. Sechs Monate nach dem Tod des Vaters wurde Emanuel Lebrecht geboren und war somit formell seit seiner Geburt Fürst von Anhalt-Köthen. Fürstinwitwe Anna Eleonore übernahm für 19 Jahre die Regentschaft und leitete die Geschicke des Landes bis zu ihrem Tod. Johann Georg II. von Anhalt-Dessau verwaltete anschließend für zwei Jahre das Fürstentum bis Emanuel Lebrecht mit seiner Volljährigkeit im Jahre 1692 selbst die Regierung übernahm.
Schon als junger Mann verliebte sich Fürst Emanuel Lebrecht in Gisela Agnes von Rath (1669–1740), die einer alten lutherischen anhaltischen Landadelsfamilie entstammte. Seine Mutter, Fürstin Anna Eleonore, versuchte anfangs, diese unstandesgemäße Beziehung zu verhindern, indem sie Gisela Agnes zu ihrer Schwester nach Stadthagen sandte. Sofort nach Antritt der Regierung brachte Fürst Emanuel Lebrecht sie jedoch zurück und vermählte sich mit ihr „in aller Stille“ am 30. September 1692.
Die heimlich in Wörbzig vollzogene morganatische Trauung des reformierten Fürsten mit einer lutherischen Frau aus niederem Adel löste vehemente Proteste seitens der reformierten Kirche und des Fürstenhauses aus. Erst 1698 erfolgte die offizielle Anerkennung aller männlichen Nachkommen des Ehepaares durch die anhaltischen Fürsten; die kaiserliche Bestätigung folgte 1699. Die gesamte fürstliche, später herzogliche Linie Anhalt-Köthen entstammt dieser „unstandesgemäßen“ Liebesheirat.
Zur Aufwertung seiner Gemahlin wurde diese 1694 durch Kaiser Leopold I. zur Reichsgräfin von Nienburg erhoben. 1699 überließ ihr Emanuel Lebrecht Stadt, Land und Schloss Nienburg (Saale) als persönlichen Besitz auf Lebzeiten. Mit dem Regierungsantritt ihres Sohnes, des Fürsten Leopold, im Jahre 1715, zog sie sich deshalb nach Nienburg zurück, von wo aus sie jedoch weiterhin aktiv bis zu ihrem Tode 1740 die Belange ihrer lutherischen Glaubensgenossen gegen den von ihren Söhnen vertretenen reformierten Protestantismus vertrat. An ihrem Nienburger Hof war es auch, wo Johann Sebastian Bach 1716 ihren Sohn Fürst Leopold kennenlernte, der ihn im folgenden Jahr als Kapellmeister nach Köthen verpflichtete.
Emanuel Lebrechts selbständige Herrschaft dauerte nur zwölf Jahre. Bereits im Alter von 33 Jahren starb er und wurde in der Fürstengruft der Köthener St.-Jakobs-Kirche beigesetzt. Als besonderes Vermächtnis hinterließ er in seinem Testament von 1702 die Einführung der Primogenitur in Anhalt-Köthen, wodurch sich Streit zwischen seinen beiden Söhnen entwickeln sollte. Die Vormundschaft für seinen noch unmündigen Nachfolger Leopold übernahm von 1704 bis 1715 seine Witwe Fürstin Gisela Agnes.

## Nachkommen
- August Lebrecht (1693–1693)
- Leopold (1694–1728), Fürst von Anhalt-Köthen (1704–1728)
- Eleonore Wilhelmine (1696–1726)

I. ⚭ 1714 Prinz Friedrich Erdmann von Sachsen-Merseburg (1691–1714)
II. ⚭ 1716 Herzog Ernst August I. von Sachsen-Weimar (1688–1748)
- August Ludwig (1697–1755), Fürst von Anhalt-Köthen (1728–1755)
- Gisela Auguste (1698–1698)
- Christiane Charlotte (1702–1745)